# Gerburg Treusch-Dieter

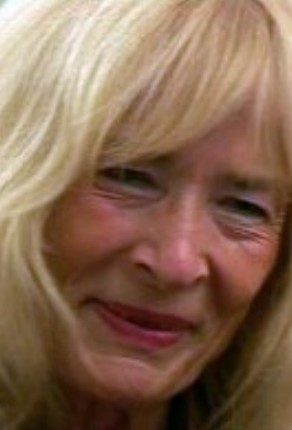
Gerburg Treusch-Dieter, 2006

Gerburg Treusch-Dieter (* 13. November 1939 in Stuttgart; † 19. November 2006 in Berlin) war eine deutsche Professorin für Soziologie und Kulturwissenschaften an der Freien Universität Berlin, der Universität der Künste Berlin, der Akademie der bildenden Künste Wien und der Universität Wien.

## Leben
Gerburg Treusch-Dieter absolvierte eine Ausbildung an der Max-Reinhardt-Schule in Berlin und war von 1960 bis 1970 als Schauspielerin tätig. Anschließend studierte sie Soziologie, Psychologie und Literaturwissenschaft an der Universität Hannover und promovierte 1985 in Soziologie mit der Dissertation Die Spindel der Notwendigkeit. Zur Geschichte eines Paradigmas weiblicher Produktivität. Sie habilitierte sich im Fachbereich Philosophie und Sozialwissenschaft der Freien Universität Berlin mit der Schrift Von der sexuellen Rebellion zur Gen- und Reproduktionstechnologie.
Treusch-Dieter beschäftigte sich mit der Diskursgeschichte der Geschlechterdifferenz von Aristoteles bis heute, die im Zuge der modernen Biomacht schließlich zur Herausnahme der Lebensentstehung aus dem weiblichen Körper geführt hat.
Ein wesentlicher Bestandteil ihres Wirkens galt der Dekonstruktion des herkömmlichen Verständnisses der Mythen, denn „Mythen sind nicht gemütlich …“(GTD) und hier insbesondere der Erforschung des ‚Heiligen Paares‘ unter besonderer Berücksichtigung der ‚Totenbraut‘, denn die Frage: „wer das ‚Gezeugte‘ erzeugt, ist die Machtfrage schlechthin. Historisches, soweit es ‚Vorstellung‘ ist, folgt in einer ‚Geschichtserzählung‘. Ihr Problem ist, inwiefern das ‚Goldene Zeitalter‘ einem „Eisernen Zeitalter“ weichen mußte. Damit zu antworten, daß es kein ‚Goldenes Zeitalter‘ gab, wird nicht möglich sein. Denn der Schein, in dem es erscheint, ist der Feuerschein der Apotheose, der Vergöttlichung des Menschen, an der beide, Mann und Frau, beteiligt sind. Eingeschlossen in diese Vergöttlichung ist ein Opfer: das der Frau. Sie ist die Repräsentantin der Wiedergeburt, die von der Apotheose nicht zu trennen ist. Die Abschaffung dieses Kults führt zu einer Umwertung und Entwertung dieses Opfers: aus der ‚Heiligen Braut‘ wird die ‚Totenbraut‘“.
Gemeinsam mit Dietmar Kamper, Klaus-Jürgen Bruder, Wolf-Dieter Narr, der Irren-Offensive sowie der Berliner Volksbühne organisierte Gerburg Treusch-Dieter 1998 das Foucault-Tribunal zur Lage der Psychiatrie.
Gerburg Treusch-Dieter war Mitherausgeberin der Wochenzeitung Freitag und der Kulturzeitschrift Ästhetik & Kommunikation.
Sie war verheiratet mit dem Schauspieler, Regisseur und Intendanten Hermann Treusch.
Gerburg Treusch-Dieter starb an den Folgen einer Krebserkrankung. Ihr Grab befindet sich auf dem Friedhof Grunewald, Bornstedter Str. 11/12.

## Veröffentlichungen
Autorin
- Wie den Frauen der Faden aus der Hand genommen wurde. Die Spindel der Notwendigkeit. Ästhetik und Kommunikation, Berlin 1984, ISBN 3-88245-112-2.
- Das Leben in unseren Händen... In: Florian Rötzer, Sara Rogenhofer (Hrsg.): Kunst machen? Gespräche und Essays. Boer, Grafrath 1990, ISBN 978-3-924963-23-1.
- Von der sexuellen Rebellion zur Gen- und Reproduktionstechnologie. (Habilitationsschrift). Konkursbuch, Tübingen 1990, ISBN 3-88769-045-1.
- Die Heilige Hochzeit. Studien zur Totenbraut. 2. Auflage, Centaurus, Pfaffenweiler 2001, ISBN 3-89085-853-8.
- Ausgewählte Schriften. Hrsg. von Edith Futscher, Heiko Kremer, Birge Krondorfer, Gerlinde Mauerer. Mit einer Einleitung von Elisabeth von Samsonow und einem Nachwort von Oskar Negt. Turia + Kant, Wien/Berlin 2014, ISBN 978-3-85132-722-9.

Herausgeberin
- konkursbuch „Auto“. Gemeinsam mit Ronald Düker und Claudia Gehrke. Konkursbuch, Tübingen 2004, ISBN 3-88769-242-X.
- Arbeit als Lebensstil. Gemeinsam mit Alexander Meschnig und Mathias Stuhr. Suhrkamp, Frankfurt am Main 2003, ISBN 3-518-12308-4.
- Gott und die Katastrophen. Gemeinsam mit Michael Jäger, Andrea Roedig. Edition Freitag, Berlin 2003, ISBN 3-936252-02-5.
- Recht auf Faulheit – Zukunft der Nichtarbeit. Gemeinsam mit Michael Jäger und Andrea Koschwitz. Edition Freitag, Berlin 2001, ISBN 3-936252-00-9.
- Schuld.  Gemeinsam mit Dietmar Kamper und Bernd Ternes. Konkursbuch, Tübingen 1999, ISBN 3-88769-237-3.

Nachwort
- Del LaGrace Volcano: Sublime Mutations. Konkursbuch, Tübingen 2000, ISBN 3-88769-135-0.